# 梅津智史
梅津 智史（うめつ さとし、1968年3月8日 - ）は、テレビ東京アニメ局のプロデューサー。

## 略歴
東京都江戸川区出身。上智大学外国語学部英語学科卒業。
大学を卒業後、1990年にテレビ東京に入社。同期に元同局アナウンサーの池谷亨、柿崎元子、横井ひろみがいる。営業局所属を経て、1991年からアナウンサーを務めていた。
2002年に報道局マーケット情報部（現・ニュースセンター）へ異動。主に東京証券取引所の取引概況について伝え、朝のニュース番組では証券アナリストと市況の展望について語った。『ワールドビジネスサテライト』のサブキャスターを降板した後には、営業局InterFM事業推進部、報道局ニュースセンターエフエム担当部長・InterFM、InterFM編成制作局長、報道局デジタル編集担当、テレビ東京報道局ニュースセンターキャスター、報道局ニュースセンターマーケットニュース担当部長を歴任する。

## 人物
報道・情報番組を中心に担当する傍ら、テレビ東京公式サイトアナウンス室のページ初代編集長（本人は「変酋長」と名乗る）として、アナウンサーの飾らない素顔をうかがわせる企画を立案。自身も同ページで子育て日記を連載していた。
職場の同僚や大学時代の同級生と音楽ユニット「LOS OTAKOS（ロス・オタコス）」、「虎ノ門四丁目」を結成し、時折都内のライブハウスでライブを行う事があり、自主制作CDもリリースしている。得意とする楽器はギターで、コレクションも多様。音楽制作においては、作詞・作曲・演奏・録音・ボーカルまで一手にこなす。テレビ東京の経済情報番組『Opening Bell』のテーマ曲や番組内で使用される曲「Club Caribbiana」（2003年4月 - 2006年3月）は、「LOS OTAKOS」が作曲したものである。

## 過去の担当番組

### テレビ東京アニメ局時代
- 鬼平 - 番組担当
- 王室教師ハイネ - プロデューサー
- リルリルフェアリル - プロデューサー（第1期 第24話 - 第2期 第51話）
- 第2のアレ - プロデューサー
- レゴ ネックスナイツ - 番組担当
- キャプテン翼（2018年TVシリーズ） - プロデューサー
- 愛玩怪獣 - プロデューサー
- あひるの空 - プロデューサー
- 東京リベンジャーズ - 番組協力
- 月とライカと吸血姫 - 番組担当
- きんだーてれび - 番組担当
- あにレコTV - プロデューサー（2018年7月から2023年3月まで担当）
- 闇芝居 - プロデューサー（第7期から第10期まで担当）

### InterFM時代
- 第一商品 presents Gold Rush 〜どうする？資産運用！〜

### テレビ東京報道局時代
| 期間       | 期間      | 番組名                       | 役職                                                                                                  |
| ---------- | --------- | ---------------------------- | --- |
| 2002年4月  | 2008年9月 | Opening Bell                 | 東証アローズ中継代行                                                                                  |
| 2002年4月  | 2008年9月 | Closing Bell                 | 東証アローズ中継                                                                                      |
| 2002年10月 | 2005年3月 | TXNニュースアイ              | マーケットアイ担当                                                                                    |
| 2003年4月  | 2008年9月 | Opening Bell                 | サブ側でのリリーフキャスター                                                                          |
| 2004年4月  | 2008年9月 | NEWS MARKET 11               | 月・水曜日マーケット情報担当キャスター                                                                |
| 2005年4月  | 2008年9月 | ニュースモーニングサテライト | サブキャスター ※2007年8月13日から同年11月16日までの間は、本村由紀子の産休に伴いメインキャスターを代行 |
| 2008年10月 | 2010年9月 | ワールドビジネスサテライト   | サブキャスター                                                                                        |
| 2013年10月 | 2015年3月 | L4 YOU!プラス                | 報道スタジオでのメインキャスター                                                                      |

### テレビ東京アナウンサー時代
レギュラー番組
| 期間             | 期間             | 番組名                     | 役職                   |
| ---------------- | ---------------- | -------------------------- | ---------------------- |
| 1992年4月        | 1992年6月        | ワールドビジネスサテライト | サブキャスター         |
| 1992年7月        | 1993年3月        | ビジネスマンNEWS           | サブキャスター         |
| 1993年4月        | 1994年3月        | ビジネスレーダー           | メインキャスター       |
| 番組担当期間不明 | 番組担当期間不明 | スポーツTODAY              | キャスター             |
| 1996年4月        | 1997年9月        | TXNニュースワイド11        | メインキャスター       |
| 1996年4月        | 1997年9月        | こちらお天気情報部         | メインキャスター       |
| 1997年10月       | 1998年9月        | ニュースウェーブ615        | メインキャスター       |
| 1997年10月       | 1998年9月        | 10時奥さまプラーザ         | リポーター             |
| 1999年10月       | 2000年9月        | TXNニュースアイ            | 土日特集サブキャスター |

イレギュラー番組・その他
- 決戦!クイズの帝王
- 素敵にワイド!ほっと10
- BeatBang - ナレーター[1]
- 絶品!地球まるかじり
- 月曜・女のサスペンス 死の懸賞 - アナウンサー 役
- TXNニュース